# Capetí
Capetí, ook Capetuira (officieel: Capeti o Capetuira) is een plaats (lugar poblado) in de gemeente (distrito) Cémaco (provincie Emberá) in Panama. In 2010 was het inwoneraantal 815. 